# Frans voetbalkampioenschap 1957/58
In 1957/58 werd het twintigste professionele voetbalkampioenschap georganiseerd in Frankrijk.

## Eindstand
| Plaats | Club                   | Ptn | Wed | W  | G  | V  | DV | DT | DS  | Opmerking                                      |
| ------ | ---------------------- | --- | --- | -- | -- | -- | -- | -- | --- | ---------------------------------------------- |
| 1      | Stade de Reims         | 48  | 34  | 22 | 4  | 8  | 89 | 42 | +47 | Kampioen Europacup I (Winnaar Coupe de France) |
| 2      | Nîmes Olympique        | 41  | 34  | 16 | 9  | 9  | 61 | 39 | +22 |                                                |
| 3      | Angers SCO             | 41  | 34  | 16 | 9  | 9  | 65 | 46 | +19 |                                                |
| 4      | AS Monaco              | 41  | 34  | 15 | 11 | 8  | 50 | 35 | +15 |                                                |
| 5      | UA Sedan-Torcy         | 38  | 34  | 16 | 6  | 12 | 74 | 70 | +4  |                                                |
| 6      | Lille OSC              | 37  | 34  | 17 | 3  | 14 | 71 | 59 | +12 |                                                |
| 7      | AS Saint-Etienne       | 37  | 34  | 10 | 17 | 7  | 55 | 52 | +3  |                                                |
| 8      | Olympique Lyonnais     | 35  | 34  | 13 | 9  | 12 | 51 | 53 | -2  | Jaarbeursstedenbeker                           |
| 9      | RC Paris               | 33  | 34  | 13 | 7  | 14 | 61 | 62 | -1  |                                                |
| 10     | Toulouse FC            | 33  | 34  | 13 | 7  | 14 | 53 | 57 | -4  |                                                |
| 11     | RC Lens                | 33  | 34  | 13 | 7  | 14 | 55 | 62 | -7  |                                                |
| 12     | FC Sochaux-Montbéliard | 32  | 34  | 13 | 6  | 15 | 61 | 61 | 0   |                                                |
| 13     | OGC Nice               | 31  | 34  | 10 | 11 | 13 | 71 | 53 | +18 |                                                |
| 14     | Olympique Alès         | 28  | 34  | 10 | 8  | 16 | 41 | 59 | -18 |                                                |
| 15     | US Valenciennes-Anzin  | 28  | 34  | 8  | 12 | 14 | 37 | 64 | -27 |                                                |
| 16     | Olympique de Marseille | 26  | 34  | 8  | 10 | 16 | 46 | 65 | -19 |                                                |
| 17     | FC Metz                | 26  | 34  | 9  | 8  | 17 | 45 | 68 | -23 | Degradatie naar Division 2                     |
| 18     | AS Béziers             | 24  | 34  | 9  | 6  | 19 | 38 | 77 | -39 | Degradatie naar Division 2                     |

(Overwinning:2 ptn, gelijk:1 pt, verlies:0 ptn)

## Topschutters
| Plaats | Speler               | Nat.                                    | Club                   | Goals |
| ------ | -------------------- | --------------------------------------- | ---------------------- | ----- |
| 1      | Just Fontaine        | Vlag van Frankrijk                      | Stade de Reims         | 34    |
| 2      | Fernand De Vlaeminck | Vlag van Frankrijk                      | Lille OSC              | 23    |
| 3      | Alberto Muro         | Vlag van Argentinië                     | OGC Nice               | 21    |
| -      | Ernie Schultz        | Vlag van Frankrijk                      | Toulouse               | 21    |
| 5      | Ingve Brodd          | Vlag van Zweden                         | FC Sochaux-Montbéliard | 18    |
| 6      | Roger Piantoni       | Vlag van Frankrijk                      | Stade de Reims         | 17    |
| 7      | Jean Topka           | Vlag van Frankrijk · Vlag van Ivoorkust | Olympique Alès         | 16    |
| -      | Stéphane Bruey       | Vlag van Frankrijk                      | Angers SCO             | 16    |
| 9      | Hassan Akesbi        | Vlag van Marokko                        | Nîmes Olympique        | 15    |
| -      | Henri Skiba          | Vlag van Frankrijk · Vlag van Polen     | Nîmes Olympique        | 15    |
| -      | René Bliard          | Vlag van Frankrijk                      | Stade de Reims         | 15    |
| 12     | Jean-Marie Courtin   | Vlag van Frankrijk                      | RC Lens                | 14    |
| -      | Bernard Rahis        | Vlag van Frankrijk                      | Nîmes Olympique        | 14    |
| -      | Jean Guillot         | Vlag van Frankrijk                      | RC Paris               | 14    |
| -      | Joël Pillard         | Vlag van Frankrijk                      | RC Paris               | 14    |

1932/33 · 1933/34 · 1934/35 · 1935/36 · 1936/37 · 1937/38 · 1938/39 · 1939/40 · 1940/41 · 1941/42 · 1942/43 · 1943/44 · 1944/45 · 1945/46 · 1946/47 · 1947/48 · 1948/49 · 1949/50 · 1950/51 · 1951/52 · 1952/53 · 1953/54 · 1954/55 · 1955/56 · 1956/57 · 1957/58 · 1958/59 · 1959/60 · 1960/61 · 1961/62 · 1962/63 · 1963/64 · 1964/65 · 1965/66 · 1966/67 · 1967/68 · 1968/69 · 1969/70 · 1970/71 · 1971/72 · 1972/73 · 1973/74 · 1974/75 · 1975/76 · 1976/77 · 1977/78 · 1978/79 · 1979/80 · 1980/81 · 1981/82 · 1982/83 · 1983/84 · 1984/85 · 1985/86 · 1986/87 · 1987/88 · 1988/89 · 1989/90 · 1990/91 · 1991/92 · 1992/93 · 1993/94 · 1994/95 · 1995/96 · 1996/97 · 1997/98 · 1998/99 · 1999/00 · 2000/01 · 2001/02 · 2002/03 · 2003/04 · 2004/05 · 2005/06 · 2006/07 · 2007/08 · 2008/09 · 2009/10 · 2010/11 · 2011/12 · 2012/13 · 2013/14 · 2014/15 · 2015/16 · 2016/17 · 2017/18 · 2018/19 · 2019/20 · 2020/21 · 2021/22 · 2022/23 · 2023/24 · 2024/25